# Morales (distrito)
Morales é um distrito do Peru, departamento de San Martín, localizada na província de San Martín.
O nome Morales vem do nome de seu fundador, que pediu ao General Martin Herrera de la Riva para lhe conceder a área para cultivo.

## Transporte
O distrito de Morales é servido pela seguinte rodovia:
- PE-5N, que liga o distrito de Chanchamayo (Região de Junín) à Ponte Integración (Fronteira Equador-Peru) - e a rodovia equatoriana E682 - no distrito de Namballe (Região de Cajamarca)  [4][5][6]